# 김유정문학상
김유정문학상(金裕貞文學賞)은 대한민국 소설가인 김유정(金裕貞, 1908~1937)의 문학정신을 기리기 위해 제정된 대한민국의 문학상이다.
현재 문단에서 활동하고 있는 작가의 단편소설을 대상으로 하며,  김유정문학촌에서 주최하며, 2007년부터 한국수력원자력(주)이 후원한다. 1회부터 5회까지 심사위원은 소설가 전상국, 오정희, 평론가 김치수였다. 상금은 3,000만 원이다.

## 역대 수상 작품
| 회     | 수상년도 | 작가   | 작품                   |
| ------ | -------- | ------ | ---------------------- |
| 제01회 | 2007년   | 윤대녕 | 〈제비를 기르다〉      |
| 제02회 | 2008년   | 김중혁 | 〈엇박자 D〉           |
| 제03회 | 2009년   | 최수철 | 〈피노키오들〉         |
| 제04회 | 2010년   | 김애란 | 〈너의 여름은 어떠니〉 |
| 제05회 | 2011년   | 강영숙 | 〈문래에서〉           |
| 제06회 | 2012년   | 심상대 | 〈단추〉               |
| 제07회 | 2013년   | 이인성 | 〈한낮의 유령〉        |
| 제08회 | 2014년   | 이장욱 | 〈우리 모두의 정귀보〉 |
| 제09회 | 2015년   | 김영하 | 〈아이를 찾습니다〉    |
| 제10회 | 2015년   | 박형서 | 〈거기 있나요〉        |
| 제11회 | 2017년   | 황정은 | 〈웃는 남자〉          |
| 제12회 | 2018년   | 한강   | 〈작별〉               |
| 제13회 | 2019년   | 편혜영 | 〈호텔 창문〉          |

## 같이 보기
- 김유정 (소설가)
- 김유정역
- 김유정신인문학상
- 김유정문학촌